# Häfele
Häfele SE & Co KG med hovedkvarter i Nagold i Schwarzwald er en tysk producent af møbelbeslag og byggebeslag samt elektriske låsesystemer. I 2021 havde de 8.000 ansatte og omsatte for 1,7 mia. euro.

1. december 1923 grundlagde købmand Adolf Häfele sammen med Hermann Funk virksomheden Erzeugnisse der Eisenwaren- und Werkzeugindustrie i Aulendorf.